# Saint-Georges-les-Landes
Saint-Georges-les-Landes är en kommun i departementet Haute-Vienne i regionen Nouvelle-Aquitaine i västra Frankrike. Kommunen ligger i kantonen Saint-Sulpice-les-Feuilles som tillhör arrondissementet Bellac. År 2022 hade Saint-Georges-les-Landes 232 invånare.

## Befolkningsutveckling
Antalet invånare i kommunen Saint-Georges-les-Landes
| Referens: INSEE |